# Auguste Axenfeld
Auguste Axenfeld (ur. 25 października 1825 w Odessie, zm. 25 sierpnia 1876 w Paryżu) – ukraińsko-francuski lekarz i malarz.
Był synem Israela Aksenfelda. Po ukończeniu edukacji szkolnej w rodzinnym mieście wyjechał do Paryża, aby studiować medycynę. Dyplom doktora medycyny na Sorbonie. W 1853 został wykładowcą na Sorbonie.

## Prace
- 1857: Des Influences Nosocomiales, Paryż
- 1863: Des Lésions Atrophiques de la Moëlle Epinière. [w:] „Archives Générales”
- 1883: Traité des Névroses. [w:] Requins Traité de Pathologie Interne, Hrsg. Henri Huchard
- 1865: Jean de Wier et les Sorciers
- 1867: Rapport sur les Progrès de la Médecine en France, gemeinsam mit Jules Beclard, Paryż